# Obersoultzbach
Obersoultzbach – miejscowość i gmina we Francji, w regionie Grand Est, w departamencie Dolny Ren.
Według danych na rok 1990 gminę zamieszkiwało 378 osób, 73 os./km².